# Monoblastus jinjuensis
Monoblastus jinjuensis là một loài tò vò trong họ Ichneumonidae.